# Pteroperina
Pteroperina is een geslacht van rechtvleugeligen uit de familie veldsprinkhanen (Acrididae). De wetenschappelijke naam van dit geslacht is voor het eerst geldig gepubliceerd in 1929 door Ramme.

## Soorten
Het geslacht Pteroperina  is monotypisch en omvat slechts de volgende soort:
- Pteroperina steini (Rehn, 1914)